# Holton (Kansas)
Holton település az Amerikai Egyesült Államok Kansas államában, Jackson megyében, melynek megyeszékhelye is. Lakosainak száma 3401 fő (2020. április 1.).

## Népesség
A település népességének változása:

| 2010 | 3 329 |
| 2020 | 3 401 |